# Mazda Hakaze
 (mai 2019).
Si vous disposez d'ouvrages ou d'articles de référence ou si vous connaissez des sites web de qualité traitant du thème abordé ici, merci de compléter l'article en donnant les références utiles à sa vérifiabilité et en les liant à la section « Notes et références ».
La Mazda verta est un concept-car du constructeur automobile japonais Mazda, présenté au salon de Genève en 2007.
Son design est réalisé sous la direction de Laurens van den Acker, il s'inscrit dans le nouveau langage appelé Nagare qui peut être traduit par flux, celui-ci est utilisé dans les concepts Mazda Nagare, Mazda Ryuga et Mazda Kabura.
Sa conception adopte la ligne d'un coupé, la fonctionnalité et le volume d'un Crossover ou SUV mais les capacités routières d'un roadster.
Il ne dispose d'aucune poignée de portières, des caméras remplacent les rétroviseurs et il utilise des portières en élytres ainsi qu'un toit partiellement découvrable.
Les paramètres ergonomiques tels que l'assise et la position des sièges sont enregistrés dans une carte qui permet d'ajuster automatiquement les préférences du conducteur.